# Corifòidies
Coryphoideae és una subfamília de plantes amb flor de la família Arecaceae.

## Tribus
- Borasseae
- Caryoteae
- Corypheae
- Cryosophileae
- Phoeniceae